# Villard-Léger
Villard-Léger is een gemeente in het Franse departement Savoie (regio Auvergne-Rhône-Alpes) en telt 382 inwoners (1999). De plaats maakt deel uit van het arrondissement Chambéry.

## Geografie
De oppervlakte van Villard-Léger bedraagt 6,7 km², de bevolkingsdichtheid is 57,0 inwoners per km².
De onderstaande kaart toont de ligging van Villard-Léger met de belangrijkste infrastructuur en aangrenzende gemeenten.

## Demografie
Onderstaande figuur toont het verloop van het inwonertal (bron: INSEE-tellingen).